# João Antão
João Antão is een plaats (freguesia) in de Portugese gemeente Guarda en telt 194 inwoners (2001).